# Fara v Dobřenicích
Barokní fara čp. 31 z roku 1740 se nalézá v centru obce Dobřenice naproti baroknímu kostelu svatého Klimenta v okrese Hradec Králové. Fara v Dobřenicích je chráněna jako kulturní památka. Národní památkový ústav faru uvádí v katalogu památek pod rejstříkovým číslem ÚSKP 25369/6-597.

## Popis
Fara v Dobřenicích čp. 31 je přízemní, částečně zděná, roubená budova o obdélném půdoryse s mansardovou střechou s eternitovou krytinou, omítnutá štukovou omítkou krémové barvy. Budova je částečně podsklepená (pod středovou chodbou a východní částí budovy je sklep s valenou cihlovou klenbou). V průčelí farní budovy jsou 4 pravoúhlá šestitabulková okna a 2 arkýřová okna ve střeše. Střecha je prolomena mansardou se 2 okny.
V přízemí fary je šest místností, zčásti s trámovými a zčásti rákosovými stropy.
Uvádí se, že budova fary pochází z roku 1740 a že se jedná tudíž o jednu ze nejstarších srubových staveb Hradecka. Materiál na stavbu fary byl získán z v té době bouraného starého kostela v Dobřenicích.

## Fotogalerie

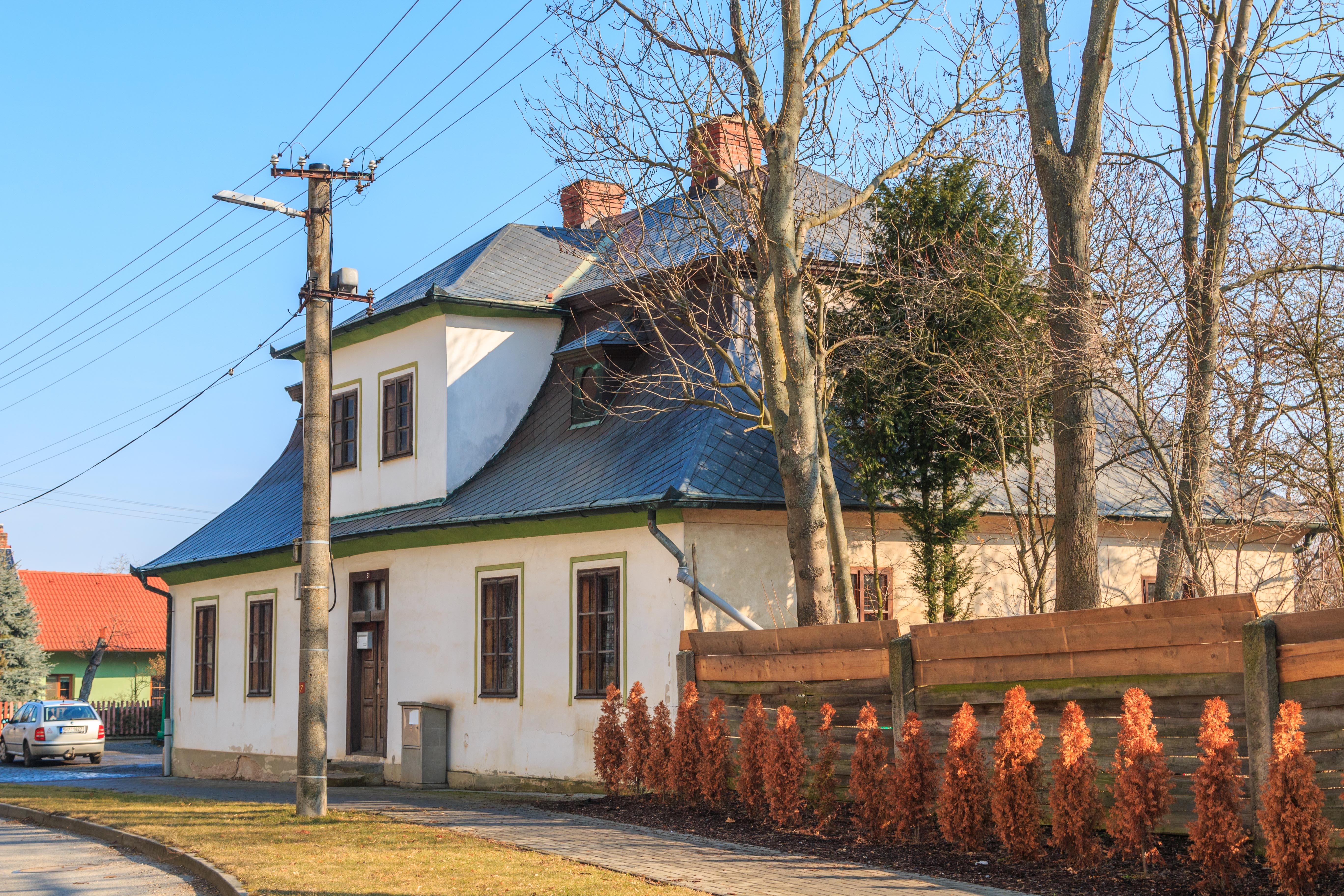
pohled na faru v Dobřenicích
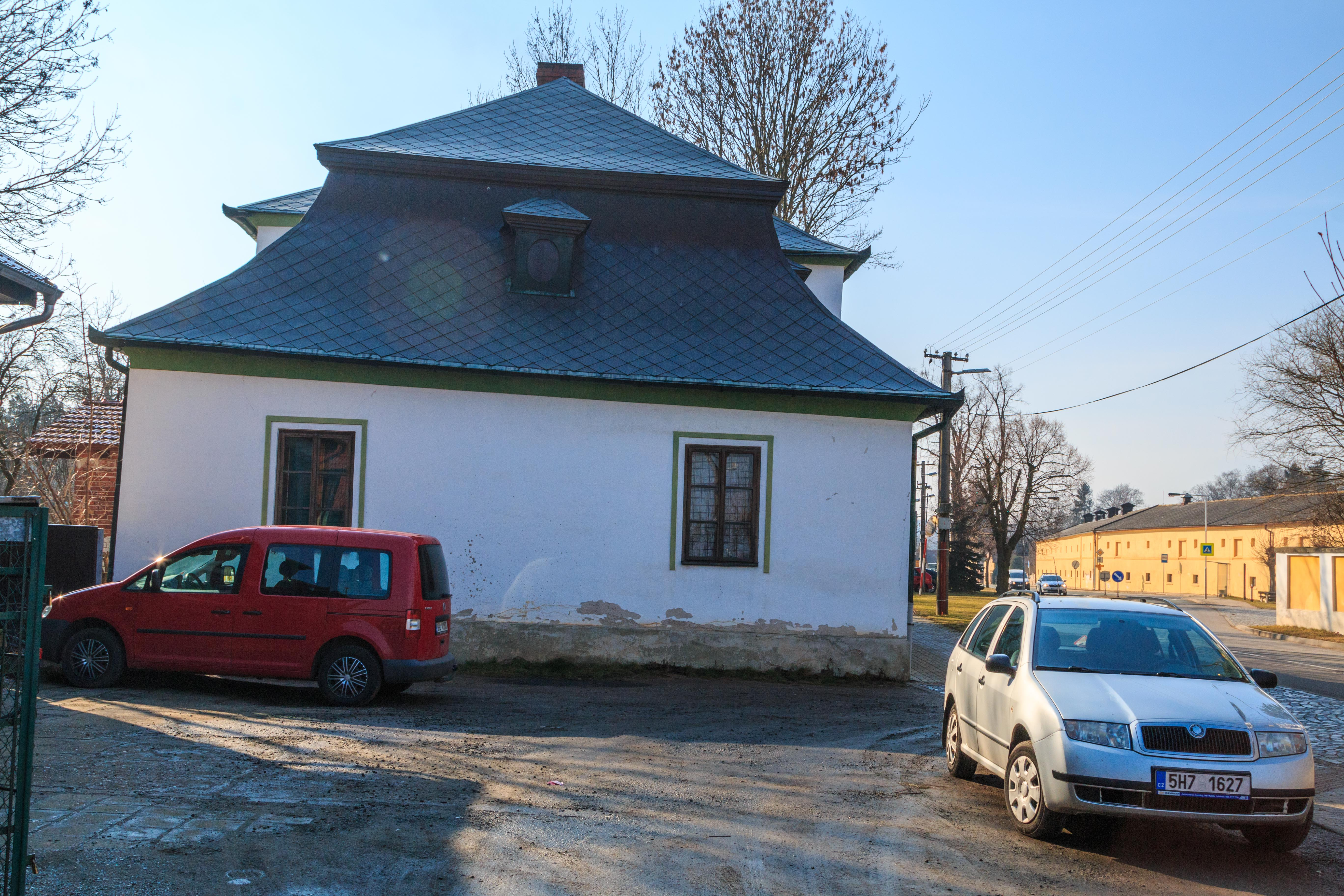
pohled na faru v Dobřenicích